# سید موسی موسوی
سید موسی موسوی (زاده ۱۳۳۷ لامرد) پزشک متخصص جراح عمومی و نمایندهٔ دورهٔ نهم، یازدهم و دوازدهم مجلس شورای اسلامی، عضو کمیسیون انرژی مجلس شورای اسلامی از حوزهٔ انتخابیهٔ لامرد و مهر در استان فارس است. وی همچنین موفق شد بار دیگر و در دوازدهمین دوره انتخابات مجلس شورای اسلامی که در تاریخ ۱۱ اسفند ۱۴۰۲ برگزار شد، با کسب بیش از ۲۵ هزار رای از مجموع ۸۳ هزار رای، به مجلس راه یابد.